# Ben Collins (Rennfahrer)

Ben Collins 2009

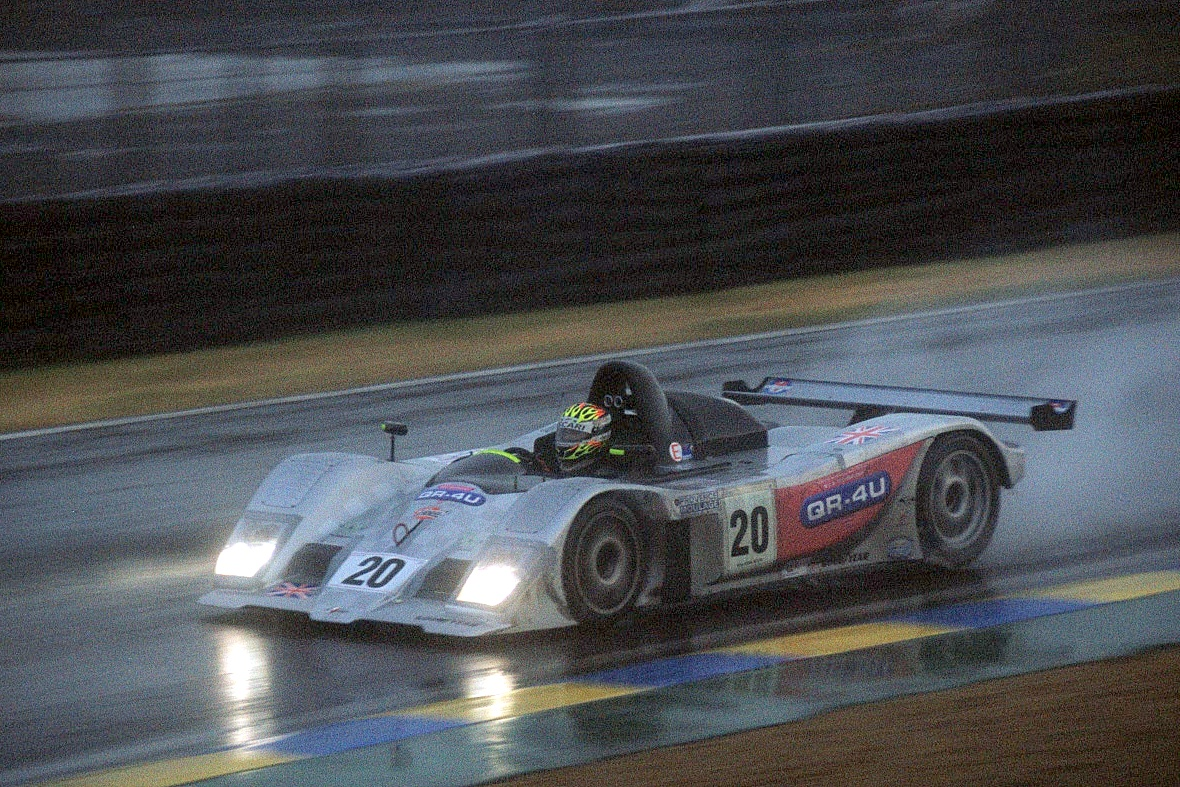
2001 am Steuer eines Ascari A410 im Regen von Le Mans

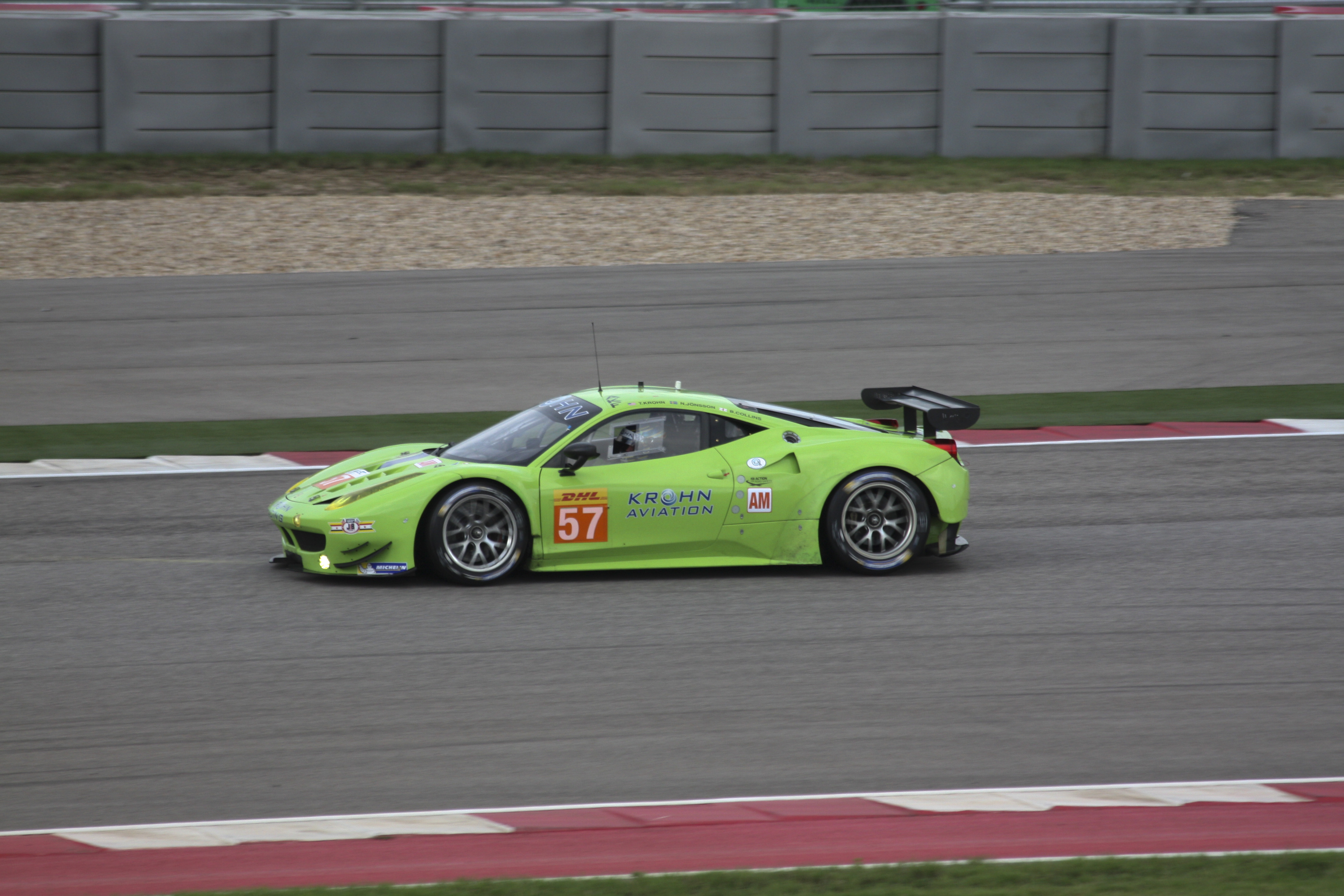
Der von Ben Collins beim 6-Stunden-Rennen von Austin 2014 gefahrene Ferrari 458 Italia GT2

Ben Lievesley Collins (* 13. Februar 1975 in Bristol, England) ist ein britischer Automobilrennfahrer. Laut seiner Autobiografie trat er zwischen 2003 und 2010 als The Stig in der britischen Fernsehshow Top Gear auf. Daneben arbeitet er als Stuntfahrer für Spielfilme wie James Bond 007: Ein Quantum Trost.

## Leben
Collins studierte Rechtswissenschaft an der University of Exeter und diente vier Jahre bei der British Army. Er begann seine Motorsportkarriere 1994 und fuhr im darauf folgenden Jahr in der Formula Vauxhall Junior und der Formula Opel Winter Series. 1996 wechselte er in die Britische Formel-3-Meisterschaft, wo er für Fortec Motorsport fuhr und die Saison auf dem achten Platz beendete. 1999 fuhr er in der US-amerikanischen Indy-Lights-Serie und belegte im Saisonabschluss den dreizehnten Platz. Er kehrte daraufhin zur britischen Formel-3-Meisterschaft zurück und erzielte zum Ende der Saison erneut Rang acht. 2001 fuhr Collins zusammen mit Werner Lupberger für Ascari Cars in der FIA-Sportwagen-Meisterschaft, wobei ihnen der Sieg in Donington Park gelang. 2003 bis 2004 trat er für RML in der ASCAR-Serie an; im ersten Jahr gewann er sechs Rennen und wurde Meister. Anschließend trat er in der FIA-GT-Meisterschaft, der FIA GT3 European Championship und beim Intercontinental Le Mans Cup an.
Neben seiner Rennkarriere arbeitet Collins als Stuntfahrer für Film und Fernsehen. Laut seiner Autobiografie trat er zwischen 2003 und 2010 in 101 Folgen als The Stig in der britischen Fernsehshow Top Gear auf. Die Identität des Stig war zuvor jahrelang geheim gehalten worden. Die BBC versuchte erfolglos, die Veröffentlichung zu verhindern.
Am 12. Februar 2014 wurde bekannt gegeben, dass er Teil des Drivers Club der neuen FIA-Formel-E-Meisterschaft wurde. Zu einem Einsatz in der Serie kam es jedoch nicht.
Collins ist verheiratet und hat drei Kinder.

## Filmografie
- 2003–2010: Top Gear
- 2007: Das Vermächtnis des geheimen Buches (National Treasure: Book of Secrets)
- 2008: James Bond 007: Ein Quantum Trost (Quantum of Solace)
- 2011: Johnny English – Jetzt erst recht! (Johnny English Reborn)
- 2012: John Carter – Zwischen zwei Welten (John Carter)
- 2012: James Bond 007: Skyfall (Skyfall)
- 2012: The Dark Knight Rises (The Dark Knight Rises)
- 2013: Fast & Furious 6 (Fast & Furious 6)
- 2014: Jack Ryan: Shadow Recruit (Jack Ryan: Shadow Recruit)
- 2014: The Riot Club (The Riot Club)
- 2014: Kingsman: The Secret Service (Kingsman: The Secret Service)
- 2015: Mortdecai – Der Teilzeitgauner (Mortdecai)
- 2015: Mission: Impossible – Rogue Nation (Mission: Impossible – Rogue Nation)
- 2015: James Bond 007: Spectre (Spectre)

## Statistik

### Le-Mans-Ergebnisse
| Jahr | Team         | Fahrzeug               | Teamkollege      | Teamkollege    | Platzierung | Ausfallgrund |
| ---- | ------------ | ---------------------- | ---------------- | -------------- | ----------- | ------------ |
| 2001 | Ascari Cars  | Ascari A410            | Werner Lupberger | Harri Toivonen | Ausfall     | Benzinpumpe  |
| 2002 | Ascari Cars  | Ascari KZR-1           | Werner Lupberger | Timothy Bell   | Ausfall     | Unfall       |
| 2011 | RML          | HPD ARX-01d            | Mike Newton      | Thomas Erdos   | Rang 12     |              |
| 2014 | Krohn Racing | Ferrari 458 Italia GT2 | Tracy Krohn      | Niclas Jönsson | Rang 30     |              |

### Sebring-Ergebnisse
| Jahr | Team        | Fahrzeug     | Teamkollege   | Teamkollege    | Platzierung | Ausfallgrund |
| ---- | ----------- | ------------ | ------------- | -------------- | ----------- | ------------ |
| 2002 | Ascari Cars | Ascari KZR-1 | Justin Wilson | Christian Vann | Rang 6      |              |

### Einzelergebnisse in der FIA-Langstrecken-Weltmeisterschaft
| Saison | Team                    | Rennwagen              | 1   | 2   | 3   | 4   | 5   | 6   | 7   | 8   |
| ------ | ----------------------- | ---------------------- | --- | --- | --- | --- | --- | --- | --- | --- |
| 2014   | Ram Racing Krohn Racing | Ferrari 458 Italia GT2 | SIL | SPA | LEM | AUS | FUJ | SHA | BAH | SAO |
| 2014   | Ram Racing Krohn Racing | Ferrari 458 Italia GT2 | 19  |     | 30  | 25  |     |     |     |     |